# ルパン三世よ永遠に-山田康雄メモリアル-
『ルパン三世よ永遠に-山田康雄メモリアル-』（ルパンさんせいよえいえんに -やまだやすおメモリアル-）は、アニメ『ルパン三世』の声優として有名な俳優・山田康雄が1995年に死去した際に発売された追悼本。
山田の死去後すぐに徳間書店から発売され、即完売した。山田の没後7年が経過した2002年にパイオニアLDC株式会社が「豪華新装版」として3000部限定で再発売した。現在ではともに絶版になっている。